# Karim Rahal Essoulami
Abdelkarim (Karim) Rahal Essoulami, né le 18 mai 1957, est un dirigeant d'entreprise marocain. 

## Carrière professionnelle
Après avoir obtenu une licence en mécanique et physique de l'université de Poitiers en 1981, il poursuit ses études pour décrocher une maîtrise en télécommunications de l'université de Limoges en 1982[réf. nécessaire].
Après le décès de son père, il reprend la direction du Groupe Rahal spécialisé dans la restauration, l'événementiel et le tourisme.

## Contribution et reconnaissance
Karim Rahal Essoulami a reçu plusieurs décorations d'excellence et prix internationaux, témoignant de son influence et de sa contribution significative dans le domaine de l'organisation d'événements et de la restauration de luxe,,.